# Palácio de Vladimir
O Palácio de Vladimir (em russo: Владимирский дворец) foi o último palácio imperial a ser construído em São Petersburgo, na Rússia. O palácio foi concebido por uma equipe de arquitetos (Vasily Kenel, Aleksandr Rezanov, Andrei Huhn, Ieronim Kitner, Vladimir Shreter) para o filho de Alexandre II, o Grão-Duque Vladimir Alexandrovich da Rússia. O trabalho de construção durou entre 1867 a 1872.
Como o Palácio de Inverno e o Palácio de Mármore, o Palácio de Vladimir está no Cais do Palácio. A superfície das águas do rio Neva era extremamente apreciada pela aristocracia russa. A fachada, ricamente ornamentada com rústica de estuque, foi inspirada nos palácios de Leon Battista Alberti em Florença. A varanda principal é construída de arenito de Bremen e adornada com grifos, brasões de armas e lanternas de ferro fundido. Outros detalhes são lançados em cimento portland.
O palácio e as suas dependências contêm cerca de 360 quartos, todos decorados em estilos históricos díspares: Neorrenascimento (sala de recepção, salão), Neogótico (sala de jantar), Revivalismo russo (Salão do Carvalho), Rococó (Salão Branco), estilo bizantino (Sala de estudos), do estilo Luís XIV, vários estilos orientais, e assim por diante. Este ornamentação interior, mais tarde argumentado por Maximilian Messmacher entre 1880 e 1892, é considerado um monumento principal à paixão do século XIX pela arquitetura historicista.
Depois da Revolução de Outubro, o palácio se tornou sede da Casa dos Acadêmicos (Дом Учёных), e como consequência seu interior foi preservado em maior extensão do que outras residências da família Romanov. Muito ladrilhos atraentes, e muitos detalhes arquitetônicos internos foram mantidos. Também foi preservada grande parte da coleção de porcelanas de Vladimir do final do século XIX, a maioria fabricada na Fábrica de Porcelana Imperial, e pintada ou decorada por seus principais artistas. A coleção foi estendida para incluir a porcelana interessante do adiante período soviético , incluindo figuras de Feodor Chaliapin e de Vaslav Nijinski como também vasos e serviços de jantar inspirados pelo constructivismo.